# Lassan
Lassan is een gemeente in de Duitse deelstaat Mecklenburg-Voor-Pommeren, en maakt deel uit van de Landkreis Vorpommern-Greifswald.
Lassan telt 1.468 inwoners.

## Galerij

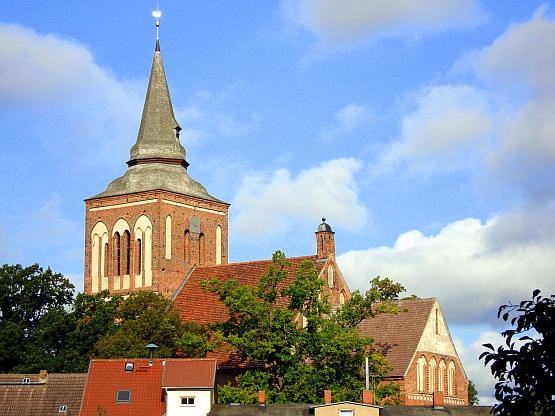
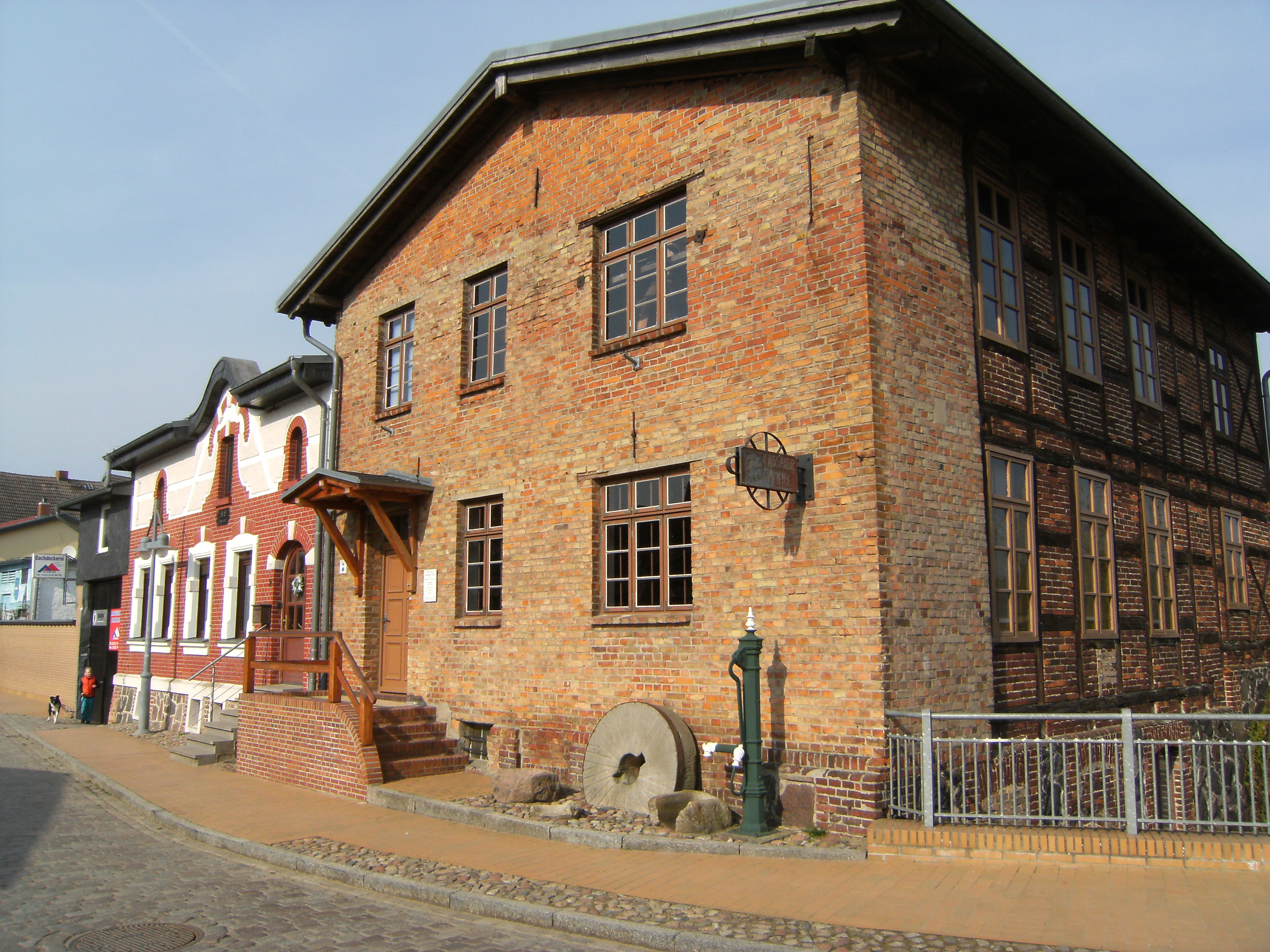
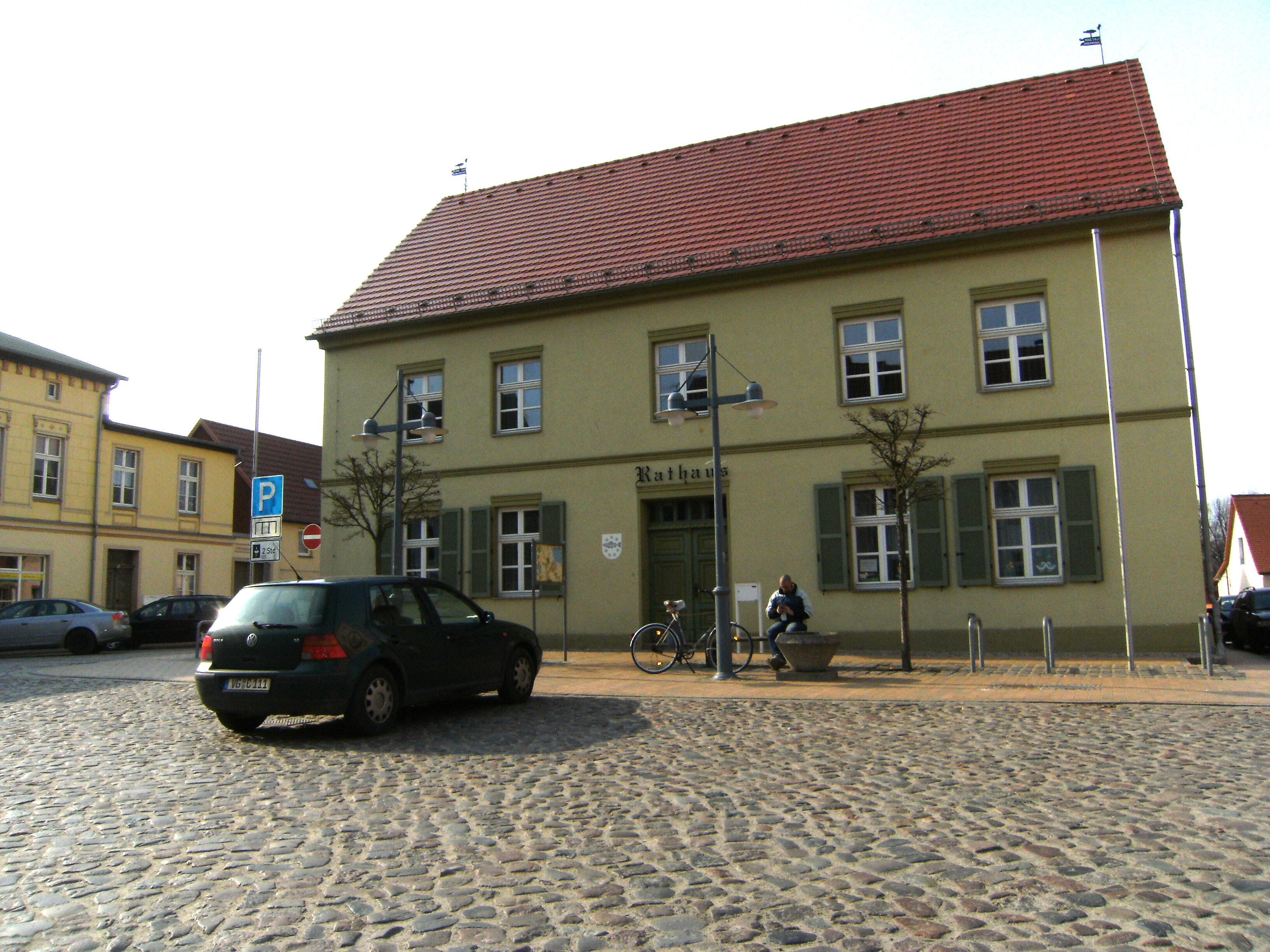
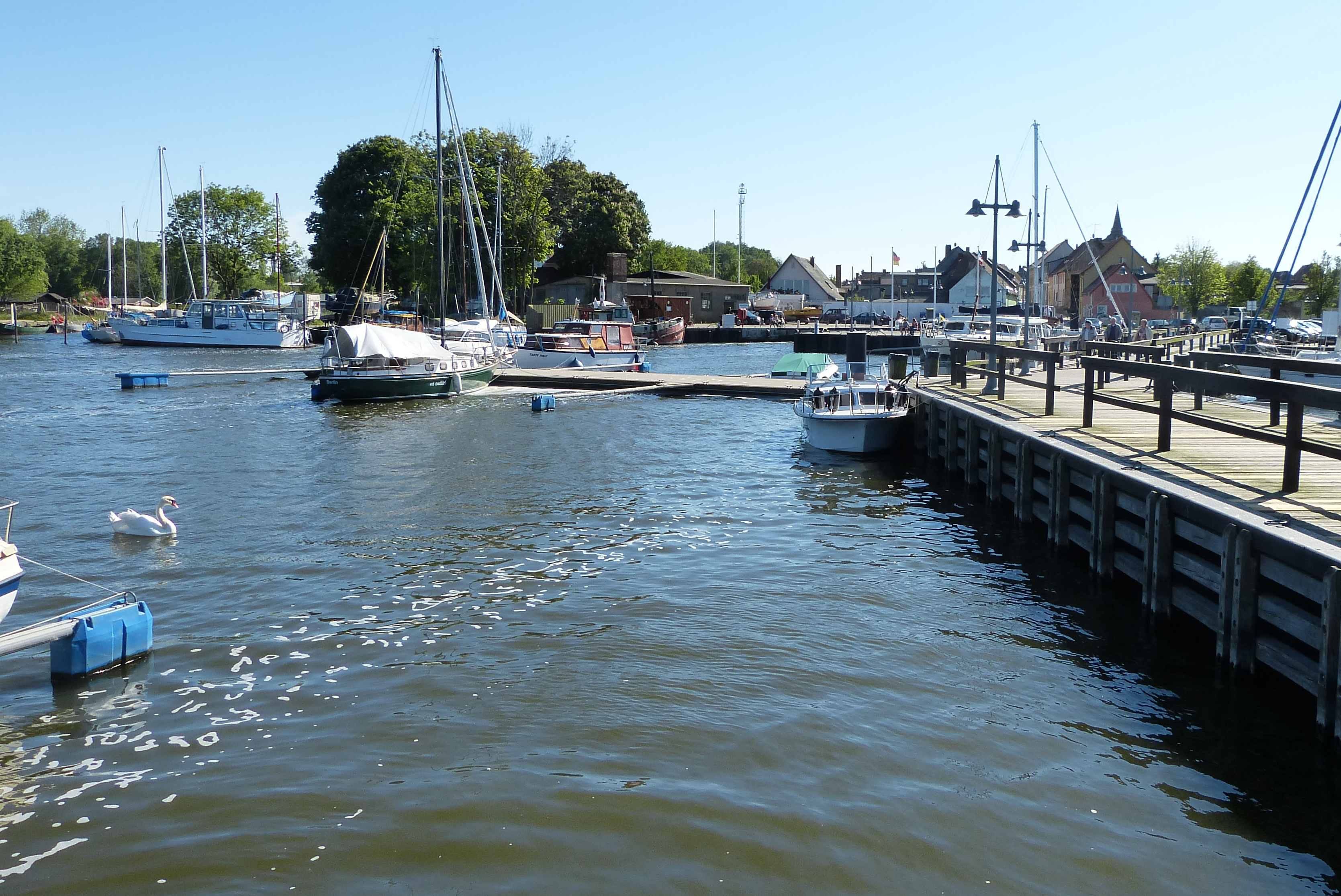